# Érable du Japon
Acer japonicum
Cet article concerne Acer japonicum. Pour d'autres significations, voir érable japonais.
Espèce
Classification APG III (2009)
L'érable du Japon (Acer japonicum) est un arbre caducifolié, d'Asie de l'Est. Il peut atteindre 12 à 15 m de haut à l'état sauvage. Il appartient à la section Palmata de la classification des érables. Vulgairement on regroupe sous la dénomination d'érable du Japon l'ensemble des érables provenant de ces régions, c'est-à-dire principalement les espèces Acer japonicum, Acer palmatum et Acer shirasawanum. Son nom vernaculaire, érable japonais, provient de l'origine géographique de sa classification par le naturaliste suédois, Carl Peter Thunberg lors d'un voyage au Japon à la fin du XVIIIe siècle.
Il fut introduit en Europe en 1864.

## Différence avecAcer palmatum
A. japonicum et A. palmatum poussent tous deux en Asie de l'Est. Pour les différencier, il faut compter les lobes de leurs feuilles et regarder comment les feuilles sont dentées.
- Érable palmé (Acer palmatum) : feuilles de 5 à 7 lobes.
- Érable du Japon (Acer japonicum) : feuilles de 7 à 11 lobes, plus ou moins soudés.

## Répartition et habitat
Originaire des sous-bois des forêts mixtes tempérées, entre 900 et 1 800 m, de Chine (Mandchourie), de Corée, du Japon (Hokkaidō, Honshū, Kyūshū)et de Russie (îles Kouriles).

## Principaux cultivars
- Acer japonicum 'Aconitifolium'
- Acer japonicum 'Green Cascade'
- Acer japonicum 'Oh-Ishami'
- Acer japonicum 'Vitifolium'